# Robert Alan Dahl
Robert Alan Dahl (17 de diciembre de 1915 - 5 de febrero de 2014) fue profesor de ciencia política en la Universidad de Yale, presidente de la Asociación Americana de Ciencia Política (American Political Science Association) y uno de los más destacados politólogos estadounidenses contemporáneos.
En los años sesenta del siglo XX mantuvo una polémica con Charles Wright Mills sobre la función de los grupos de poder en la toma de decisiones dentro de la política de los Estados Unidos. Mientras Mills defendía la tesis de que las decisiones en Estados Unidos son tomadas por una élite reducida, Dahl opina que existe una pluralidad de grupos que compiten entre sí, limitan las acciones de los otros y cooperan para beneficio mutuo. Dahl decía que si esto no es una verdadera democracia, en el sentido populista, es al menos, un tipo de poliarquía. 
En los últimos años, los textos de Dahl han adquirido un tono más pesimista sobre el funcionamiento de la democracia en nuestras sociedades. En How Democratic is the American Constitution? (2002) postula que la constitución es mucho menos democrática de lo que debería, ya que poco o nada se podría hacer en caso de una ruptura constitucional que ni prevé ni desea.

## Democracia y poliarquías
En otro libro de referencia, La democracia y sus críticos (1989), Dahl explica su visión de la democracia. Ningún país ha alcanzado aún la utopía ideal y teórica de la democracia. Se deben cumplir cinco criterios para alcanzar el ideal:
1. Participación efectiva: los ciudadanos deben tener oportunidades iguales y efectivas para formar sus elecciones e incluir temas en la agenda pública y expresar razones para apoyar uno u otro resultado. 
2. Igualdad de voto en las fases de toma de decisiones: Todo ciudadano debe asegurarse de que se tenga en cuenta su opinión y la de los demás. 
3. Entendimiento informado: los ciudadanos deben tener oportunidades plenas e iguales para aprender y determinar qué oportunidades son de su mejor interés.
4. Controlar la agenda: Las manifestaciones o personas deben poder decidir qué temas políticos se plantean y cuáles se deben considerar. 
5. Inclusión: la justicia debe extenderse ampliamente a todos los ciudadanos del país. Todos ellos tienen intereses legítimos en el proceso político.
En cambio, llamó a los estados políticamente avanzados "poliarquías". Poliarquías electivas, elecciones libres y justas, incluido el derecho al voto, el derecho a postularse para cargos públicos, la libertad de expresión, la información alternativa y la libertad de asociación. Estas instituciones fueron un avance significativo porque crearon varios centros de poder político.

## Obras
Esta bibliografía, que no es exhaustiva, se proporciona en inglés por ser la lengua original, aunque existen traducciones al español de gran parte de sus trabajos.
- How democratic is the American Constitution? 2nd ed. (New Haven, Conn.; London: Yale University Press, 2003).
- Es Democrática La Constitución de Los Estados Unidos? (México, D.F.; San Diego, CA: Fondo de Cultura Económica USA, 2003).
- The democracy sourcebook. ed. by Robert Dahl, Ian Shapiro, and José Antonio Cheibub. (Cambridge, Mass.: MIT Press, c2003).
- Modern political analysis. with Bruce Stinebrickner. 6th ed. (Upper Saddle River, NJ: Prentice Hall, c2003).
- Entrevista Sobre El Pluralismo. (México, D.F.; San Diego, CA: Fondo de Cultura Económica USA, 2003).
- De la démocratie. traduit de l'américain par Monique Berry. Traduction de: On democracy. ([Paris]: Nouveaux horizons, 2001).
- How democratic is the American Constitution? (New Haven: Yale University Press, c2001).
- On democracy. (New Haven: Yale Nota Bene, 2000).
- On democracy. (New Haven; London: Yale University Press, c1998).
- Dahl reflects on a preface to democratic theory. Public affairs report. Vol. 38, no. 4 (July 1997).
- Toward democracy, a journey: reflections, 1940-1997. (Berkeley: Institute of Governmental Studies Press, University of California, Berkeley, 1997).
- Justifying democracy. Society. Vol. 32, no. 3 (Mar.-Apr. 1995).
- The New American political (dis)order: an essay. responses by Richard M. Abrams... [et al.]. (Berkeley: Institute of Governmental Studies Press, 1994).
- Democracy and its critics. (New Haven: Yale University Press, 1991).
- After the revolution?: authority in a good society. Rev. ed. (New Haven: Yale University Press, c1990).
- Myth of the presidential mandate. Political science quarterly. Vol. 105, no. 3 (fall 1990).
- Democracy and its critics. (New Haven: Yale University Press, c1989).
- Democracy, liberty, and equality. (Oslo: Oxford; New York: Norwegian University Press; Distributed world-wide excluding Scandinavia by Oxford University Press, c1986).
- A preface to economic democracy. (Berkeley: University of California Press, reprint 1986).
- A preface to economic democracy. (Berkeley: University of California Press, c1985).
- Dilemmas of pluralist democracy: autonomy vs. control. (New Haven: Yale University Press, reprint 1983).
- Dilemmas of pluralist democracy: autonomy vs. control. (New Haven: Yale University Press, c1982).
- Democracy in the United States: promise and performance. 4th ed. (Boston: Houghton Mifflin Co., c1981).
- Politics, economics, and welfare: planning and político-economic systems resolved into basic social processes. with Charles E. Lindblom; with a new pref. by the authors. (Chicago: University of Chicago Press, 1976).
- Democracy in the United States: promise and performance. 3d ed. (Chicago: Rand McNally College Pub. Co., c1976).
- L'Analyse politique contemporaine. traduit de [la 2e éd. anglaise] par Iain Whyte; introduction de Pierre Birnbaum. Traduction de: Modern political analysis. (Paris: Éditions Robert Laffont, 1973).
- Size and democracy. with Edward R. Tufte. (Stanford, Calif., Stanford University Press, 1973).
- Regimes and oppositions. ed. Robert A. Dahl (New Haven, Yale University Press, 1973).
- Aprés la révolution: l'autorité dans une société modèle. traduit par Annie de Mèredieu. Traduction de: After the revolution: authority in a good society. (Paris; Calmann-Lévy, 1972).
- Democracy in the United States: promise and performance. 2d ed. (Chicago, Rand McNally [1972]).
- Polyarchy; participation and opposition. (New Haven: Yale University Press, 1971).
- After the revolution; authority in a good society. (New Haven, Yale University Press, 1970).
- L'Avenir de l'opposition dans les démocraties. Traduction de: Political oppositions in Western democracies. Traduit de l'américain par Maurice Luciani. (Paris: S.I.D.I.I.S. (impr. Firmin-Didot et Cie), 1966).
- Political oppositions in western democracies. ed. Robert A. Dahl. (New Haven: Yale University Press, 1968, c1966).
- Pluralist democracy in the United States: conflict and consent. (Chicago: Rand McNally [1967]).
- Congress and foreign policy. (New York: W.W. Norton [1964]).
- A preface to democratic theory. (Chicago: University of Chicago Press [1967, c1956]).
- Political oppositions in Western democracies. ed. Robert A. Dahl. (New Haven, Yale University Press, 1966).
- L'Avenir de l'opposition dans les démocraties. (Paris, S. E. D. E. I. S., 1966).
- Politics, economics, and welfare: planning and político-economic systems resolved into basic social processes. with Charles E. Lindblom. (New York, Harper [1963]).
- A preface to democratic theory: How does popular sovereignty function in America? (Chicago: University of Chicago Press, c1956).
- Congress and foreign policy. (New Haven: Yale Institute of International Studies, 1949).